# Palackého vrch
Palackého vrch (do roku 1898 Kozí vrch) je kopec v Brně (339 m n. m.). Nachází se na rozhraní městských částí Komín, Žabovřesky a Královo Pole.

## Popis
Palackého vrch je lesopark zalesněný jehličnato-listnatým porostem (především borovice, dub, jasan). Na svazích se nacházejí také zahrádkářské kolonie, chaty a vodárenské objekty. Výhled z Palackého vrchu je značně omezen okolním porostem.
Na vrcholu kopce se od roku 1908 nachází pomník Františka Palackého, který tam zbudovala brněnská tělovýchovná jednota "Tyrš" (obnoven městem Brnem v roce 1994). Jméno Františka Palackého nese vrch od roku 1898, kdy mu bylo změněno při příležitosti stého výročí narození tohoto obrozence z původního pojmenování Kozí vrch. Jen v období německé okupace se po několik let (1942–1946) znovu používal starší název – přilehlá žabovřeská ulice Vrázova tehdy nesla název Pod Kozí horou (německy Unterm Ziegenberg).

## Geologie
Geologicky jde o součást tvorby brněnské krajiny, ke které došlo v mladší době třetihor. Tehdy se až zde projevily horotvorné pohyby spojené s velkým vrásněním Alp a Karpat, což mělo na vytvoření spádu brněnských kopců rozhodující vliv. Jde pak především o devonské slepencové kopce Červený (284–312 m n. m.) a Žlutý kopec (297–329 m n. m.) a o diabasový Petrov (242 m n. m.), Špilberk (292 m n. m.), Kraví horu (329 m n. m.) a Palackého vrch. Uvedené brněnské kopce od té doby zůstaly v téměř stejné výšce, přibližně 90 m nad údolní nivou řeky Svratky (v mladším miocenním období tortonském byly naopak pod mořskou hladinou).[zdroj?]

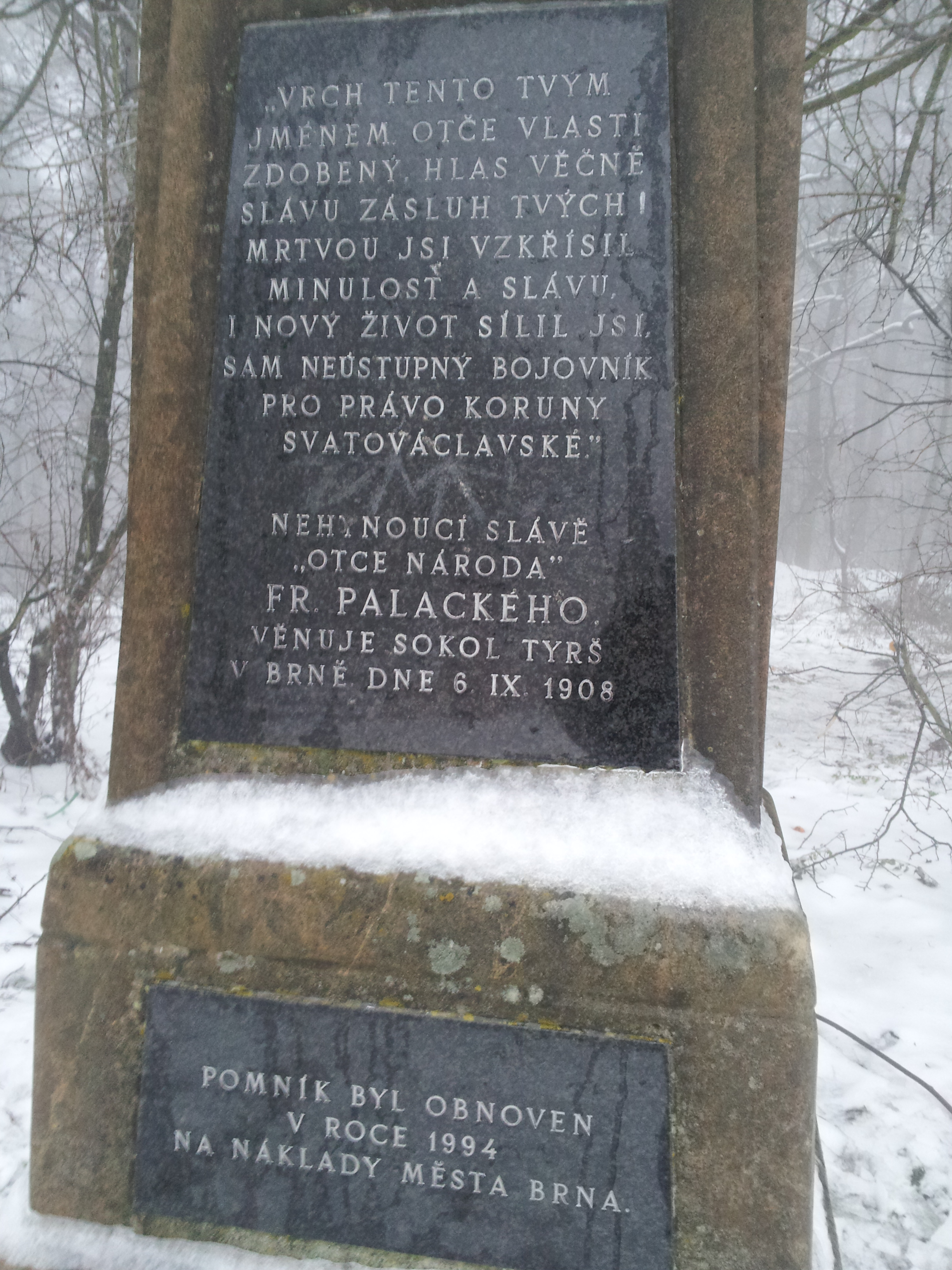
Nápis na pomníku Františka Palackého

## Reference

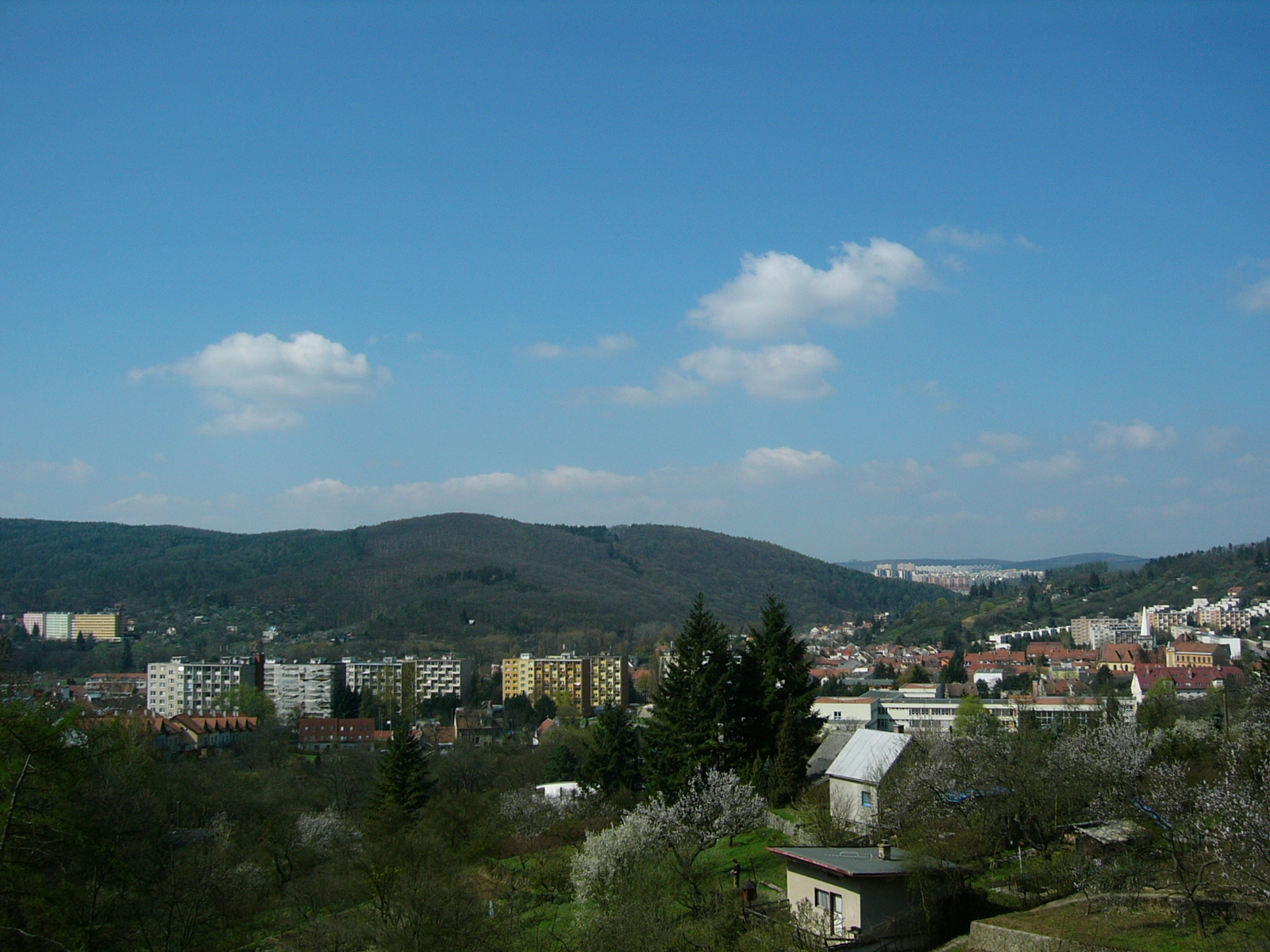
Pohled z Palackého vrchu